# Andrew Wade
Andrew Wade (Ocala, 4 agosto 1984) è un produttore discografico e musicista statunitense.
È conosciuto per il suo lavoro con gruppi musicali principalmente metalcore e post-hardcore, come A Day to Remember (di cui ha prodotto la maggior parte gli album), Eyes Set to Kill, In Fear and Faith, The Word Alive, Motionless in White e Neck Deep.
I suoi studi di registrazione, The Wade Studios, sono locati a Ocala, Florida.